# Quanta cura
Quanta Cura (português: Com quanta solicitude) foi uma encíclica papal emitida pelo Papa Pio IX em 8 de dezembro de 1864. Nela, ele condenou o que considerava erros significativos que afligiam a era moderna. Esses erros foram listados em um anexo chamado "Syllabus of Errors" (Sílabo dos Erros), que condenou o secularismo e a indiferença religiosa.

## Contexto Histórico
Em agosto de 1863, o Conde Charles Montalembert, um defensor do Catolicismo Liberal, proferiu uma série de discursos em Mechelen, Bélgica, nos quais apresentou sua visão sobre o futuro da sociedade moderna e da Igreja.
Seu primeiro discurso tinha como objetivo mostrar a necessidade de cristianizar a democracia, aceitando as liberdades modernas.
Seu segundo discurso tratou da liberdade de consciência, e a conclusão que ele tirou foi que a Igreja poderia estar em perfeita harmonia com a liberdade religiosa e com o Estado moderno fundado nessa liberdade, e que todos são livres para considerar que o Estado moderno é preferível ao que o precedeu.
Ele recebeu apoio de Engelbert Sterckx, Arcebispo de Mechelen, e Félix Dupanloup, Bispo de Orléans. No entanto, Louis-Édouard-François-Desiré Pie, Bispo de Poitiers, o núncio papal na Bélgica, Bispo Mieczysław Halka-Ledóchowski, e os jesuítas que editavam a "Civiltà Cattolica" ficaram alarmados com essas declarações. No final de março de 1864, ele recebeu uma carta do Cardeal Giacomo Antonelli, Secretário de Estado, que criticou os discursos de Mechelen.
"Quanta Cura" foi motivada pelo Acordo de Setembro de 1864 entre o emergente Reino da Itália e o Segundo Império Francês de Napoleão III. Tropas francesas haviam ocupado Roma para impedir que o Reino da Itália capturasse a cidade, derrotasse os Estados Papais e completasse a unificação da Península Italiana sob seu domínio.
Enquanto os italianos que apoiavam o Risorgimento viam isso como um componente necessário da Unificação Italiana, a França concordou em retirar completamente sua guarnição militar de Roma principalmente como um movimento defensivo de suas tropas de volta para a França em antecipação a uma guerra com a Prússia.
Pio IX encerrou sua encíclica com uma indulgência plenária, declarando um jubileu para o ano de 1865.

## Condenação à Liberdade Irrestrita de Pensamento
Pio IX reafirma a condenação de seu predecessor à liberdade de consciência. Na encíclica de 1832, intitulada "Mirari Vos", o Papa Gregório XVI lamentou o indiferentismo religioso que
[…] dá origem a essa absurda e errônea proposição que afirma que a liberdade de consciência deve ser mantida para todos. Ela espalha ruína nos assuntos sagrados e civis, […] Quando todas as restrições são removidas pelas quais os homens são mantidos no estreito caminho da verdade, sua natureza, que já está inclinada ao mal, os impulsiona à ruína […] Daí vem a transformação das mentes, corrupção dos jovens, desprezo pelas coisas sagradas e leis divinas — em outras palavras, uma praga mais mortal para o estado do que qualquer outra. A experiência mostra, desde os tempos mais antigos, que cidades renomadas por riqueza, domínio e glória pereceram como resultado desse único mal, ou seja, a liberdade imoderada de opinião, a licença de livre expressão e o desejo por novidade.
A encíclica de Pio IX de 1864 condenou especificamente a ideia de que:
[…] a liberdade de consciência e culto é o direito pessoal de cada homem, que deve ser proclamado e afirmado legalmente em toda sociedade devidamente constituída; e que um direito reside nos cidadãos de uma liberdade absoluta, que não deve ser restringida por nenhuma autoridade, seja eclesiástica ou civil, pela qual eles possam manifestar e declarar abertamente e publicamente qualquer uma de suas ideias, seja por palavras, pela imprensa ou de qualquer outra maneira.

## Principais Condenações
"Quanta Cura" também condena várias outras proposições, notavelmente:
- Que "a vontade do povo, manifestada pelo que é chamado de opinião pública ou de alguma outra forma, constitui uma lei suprema, livre de todo controle divino e humano";
- Que "na ordem política, os fatos consumados, pelo fato de serem consumados, têm o peso do direito";
- Que "a permissão deve ser recusada aos cidadãos e à Igreja, 'por meio da qual eles possam dar esmolas abertamente em prol da caridade cristã'";
- Que a lei deve ser abolida "pela qual em certos dias fixos são proibidas obras servis por causa do culto a Deus";
- Que "apenas a lei civil determina todos os direitos dos pais sobre seus filhos, e especialmente o direito de prover a educação";
- Que "as leis da Igreja não obrigam em consciência a menos que sejam promulgadas pelo poder civil";
- Que "as ordens religiosas não têm motivo legítimo para serem permitidas a existência".[4]

Essas proposições foram direcionadas a governos anticlericais de vários países europeus, que haviam recentemente e continuariam nos próximos anos a secularizar a educação (às vezes assumindo escolas católicas em vez de iniciar suas próprias escolas públicas concorrentes) e suprimir ordens religiosas, além de confiscar seus bens.

## Sílabo dos Erros
A encíclica "Quanta Cura" é lembrada principalmente porque ao lado dela apareceu o "Syllabus Errorum" (Sílabo dos Erros), que condena uma série de ideias políticas, religiosas e filosóficas, incluindo o liberalismo, o modernismo, o relativismo moral, a secularização e a liberdade religiosa.
O "Syllabus Errorum", que acompanhou a encíclica "Quanta Cura" de 1864, consistia em uma lista de proposições consideradas errôneas pela Igreja Católica.
Entre elas estava a condenação da noção de que a liberdade de consciência e culto deveria ser proclamada em todas as sociedades, enfatizando a visão de que tal liberdade não deve ser absoluta, mas sujeita ao controle divino e humano.
Além disso, o "Syllabus" rejeitava a ideia de que a vontade popular, expressa como opinião pública, é suprema, independente de qualquer controle superior. Ele também afirmava a autoridade da Igreja em questões religiosas e morais, rejeitando a ideia de que a Igreja deveria ser desprovida de influência na esfera civil.
Em última análise, o "Syllabus Errorum" reafirmou a oposição da Igreja a várias ideias associadas ao liberalismo, modernismo, relativismo moral e secularização, reforçando os princípios tradicionais da doutrina católica.